# Parc d'État d'El Escorpion
Le Parc d'État d'El Escorpion (en anglais : El Escorpion Park ou Castle Peak Park) est une réserve naturelle située dans l'État de Californie, à l’ouest des États-Unis. Il se trouve dans le secteur de West Hills dans la vallée de San Fernando, près de Los Angeles. Son point culminant est Castle Peak (450 mètres).